# Prado Ferreira
Prado Ferreira est une municipalité brésilienne située dans l'État du Paraná.